# ندو نادی
ندو نادی (به ایتالیایی: Nedo Nadi) ورزشکار مرد رشتهٔ شمشیربازی اهل کشور ایتالیا است. وی در بین سال‌های ‎۱۹۱۲ تا ۱۹۲۰ میلادی در مسابقات بازی‌های المپیک تابستانی در مجموع ۶ مدال طلا را کسب کرد.